# Унделохський нудистський маршрут
53°13′10″ пн. ш. 9°54′00″ сх. д. / 53.2195° пн. ш. 9.9001° сх. д.
Унделохський нудистський маршрут, разом із Гарцським нудистським маршрутом, є однією з двох офіційних туристичних стежок для нудистів у Німеччині. Вона розташована на Люнебурзькому пустищі в муніципалітеті Ундело.

## Походження
Унделохський нудистський маршрут був створений у 2012 р. Ідея стежки для натуристів була реалізована за погодженням з муніципалітетом Унделох та його мером, а також з власниками землі. Муніципалітет навіть домігся створення натуристської стежки в суді.

## Розміщення

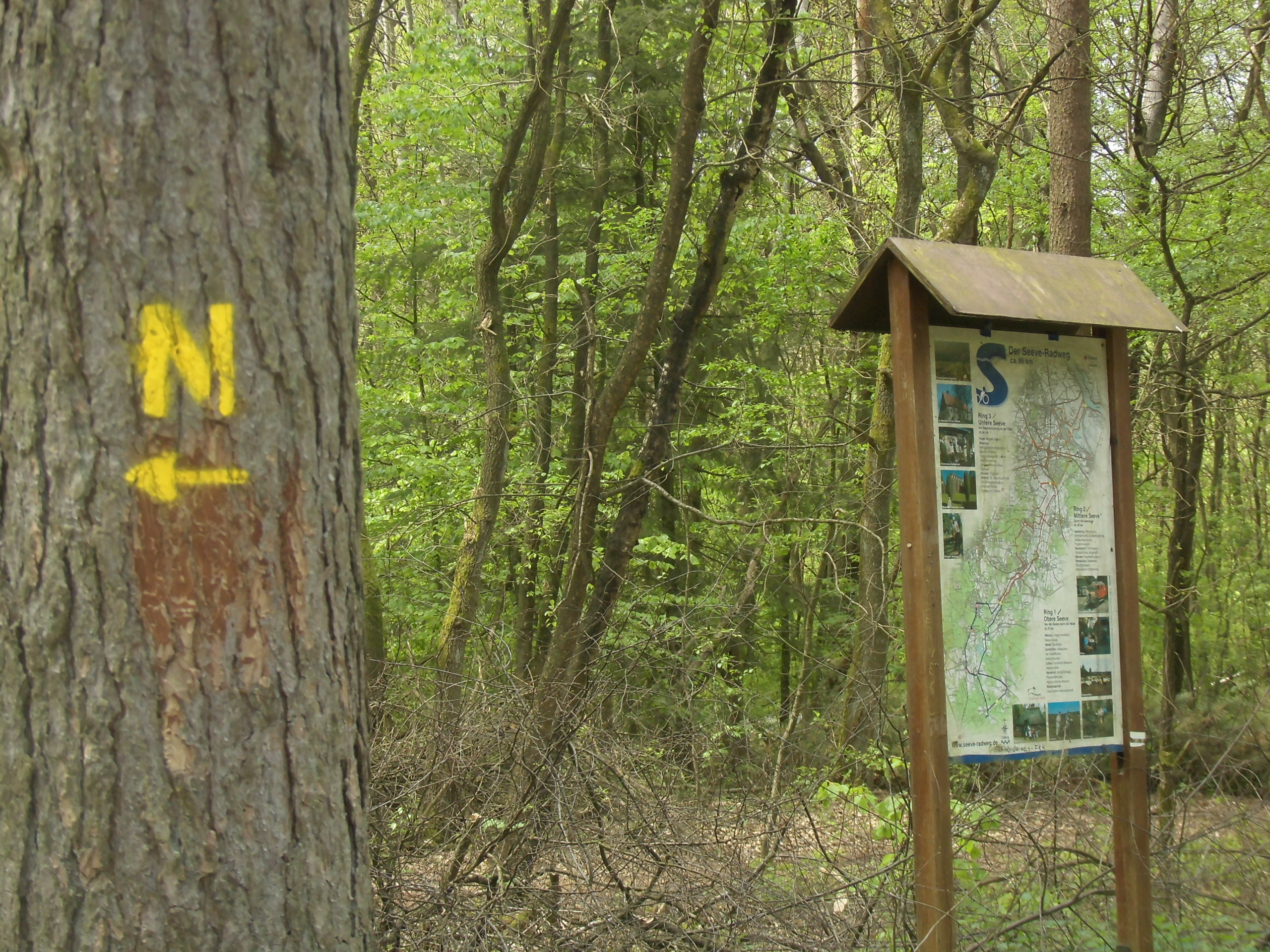
Інформаційний щит на озерній велодоріжці та вказівник на дереві про стежку для нудистів

Стежка для натуристів Унделох — це пішохідна стежка у формі літери В у природному заповіднику, що веде на 10 кілометрів лісом. Стежка для натуристів починається і закінчується на невеликій автостоянці на південний захід від Везеля. Більшість нудистів роздягаються там і залишають свій одяг у машині. Стежкою також можна подорожувати оголеними на велосипеді.
Оскільки стежка розташована поруч з іншими туристичними маршрутами, натуристичною стежкою можуть користуватися і одягнені мандрівники. Однак, оголеність прямо дозволена на всьому маршруті.
Натуристська стежка позначена жовтою літерою «N» з 2017 року. Якщо туристи залишають цю стежку та заблукають, їм потрібно знову одягнутися.

## Вебпосилання
- Історія на Openstreetmap